# تصفيات بطولة أمم أوروبا 2012 المجموعة س

ترتيب ونتائج المجموعة السادسة من مسابقة تصفيات كأس الأمم الأوروبية لكرة القدم 2012.

## الترتيب
| م | الفريق  | لعب | ف | ت | خ | أ.له | أ.ع | أ.ف | نقاط | التأهل                   |     | اليونان | كرواتيا | إسرائيل | لاتفيا | جورجيا | مالطا |
| - | ------- | --- | - | - | - | ---- | --- | --- | ---- | ------------------------ | --- | ------- | ------- | ------- | ------ | ------ | ----- |
| 1 | اليونان | 10  | 7 | 3 | 0 | 14   | 5   | +9  | 24   | التأهل للمسابقة النهائية |     | —       | 2–0     | 2–1     | 1–0    | 1–1    | 3–1   |
| 2 | كرواتيا | 10  | 7 | 1 | 2 | 18   | 7   | +11 | 22   | التقدم للمباريات الفاصلة |     | 0–0     | —       | 3–1     | 2–0    | 2–1    | 3–0   |
| 3 | إسرائيل | 10  | 5 | 1 | 4 | 13   | 11  | +2  | 16   |                          |     | 0–1     | 1–2     | —       | 2–1    | 1–0    | 3–1   |
| 4 | لاتفيا  | 10  | 3 | 2 | 5 | 9    | 12  | −3  | 11   |                          | 1–1 | 0–3     | 1–2     | —       | 1–1    | 2–0    |       |
| 5 | جورجيا  | 10  | 2 | 4 | 4 | 7    | 9   | −2  | 10   |                          | 1–2 | 1–0     | 0–0     | 0–1     | —      | 1–0    |       |
| 6 | مالطا   | 10  | 0 | 1 | 9 | 4    | 21  | −17 | 1    |                          | 0–1 | 1–3     | 0–2     | 0–2     | 1–1    | —      |       |

## المباريات
مواعيد المجموعة 8 فوضت بين المشاركون في المجموعة في اجتماع عقد في أثينا، اليونان يوم 7 مارس. بعد ذلك الاجتماع كان لم يؤت ثمارا، لذلك تم تحديد من قبل قرعة عشوائية في مؤتمر يويفا الرابع والثلاثون في تل أبيب، فلسطين المحتلة، يوم 25 مارس.
| إسرائيل                          | 3–1   | مالطا    |
| -------------------------------- | ----- | -------- |
| يوسي بنايون 7'، 64' (ركلة.)، 75' | تقرير | Pace 38' |

| لاتفيا | 0–3   | كرواتيا                                          |
| ------ | ----- | ------------------------------------------------ |
|        | تقرير | ملادن بيتريتش 43' · إيفيكا أوليتش 51' · Srna 82' |

| اليونان              | 1–1   | جورجيا             |
| -------------------- | ----- | ------------------ |
| نيكوس سبيروبولوس 72' | تقرير | ألكسندر ياشفيلي 3' |

| جورجيا | 0–0   | إسرائيل |
| ------ | ----- | ------- |
|        | تقرير |         |

| مالطا | 0–2   | لاتفيا                                      |
| ----- | ----- | ------------------------------------------- |
|       | تقرير | كاسبارس غوركشس 43' · ماريس فيرباكوفسكيس 85' |

| كرواتيا | 0–0   | اليونان |
| ------- | ----- | ------- |
|         | تقرير |         |

| جورجيا              | 1–0   | مالطا |
| ------------------- | ----- | ----- |
| ديفيد سيرادزه 90+1' | تقرير |       |

| اليونان               | 1–0   | لاتفيا |
| --------------------- | ----- | ------ |
| فاسيليس توروسيديس 58' | تقرير |        |

| إسرائيل         | 1–2   | كرواتيا                         |
| --------------- | ----- | ------------------------------- |
| إيتاي شيختر 81' | تقرير | نيكو كرانيتشار 36' (ركلة.)، 41' |

| لاتفيا                | 1–1   | جورجيا            |
| --------------------- | ----- | ----------------- |
| ألكسندرس تساونا 90+1' | تقرير | ديفيد سيرادزه 74' |

| اليونان                                                  | 2–1   | إسرائيل                     |
| -------------------------------------------------------- | ----- | --------------------------- |
| ديميتريس سالبينغيديس 22' · جيورجوس كاراغونيس 63' (ركلة.) | تقرير | نيكوس سبيروبولوس 59' (ه.ذ.) |

| كرواتيا                                       | 3–0   | مالطا |
| --------------------------------------------- | ----- | ----- |
| نيكو كرانيتشار 19'، 42' · نيكولا كالينيتش 81' | تقرير |       |

| جورجيا                | 1–0   | كرواتيا |
| --------------------- | ----- | ------- |
| ليفان كوبياتشفيلي 90' | تقرير |         |

| إسرائيل                            | 2–1   | لاتفيا             |
| ---------------------------------- | ----- | ------------------ |
| إيليانوف باردا 16' · بيرم كيال 81' | تقرير | كاسبارس غوركشس 62' |

| مالطا | 0–1   | اليونان                 |
| ----- | ----- | ----------------------- |
|       | تقرير | فاسيليس توروسيديس 90+4' |

| إسرائيل         | 1–0   | جورجيا |
| --------------- | ----- | ------ |
| Ben Haim II 59' | تقرير |        |

| كرواتيا                                    | 2–1   | جورجيا           |
| ------------------------------------------ | ----- | ---------------- |
| ماريو ماندجوكيتش 76' · نيكولا كالينيتش 78' | تقرير | جابا كانكافا 17' |

| لاتفيا                      | 1–2   | إسرائيل                                    |
| --------------------------- | ----- | ------------------------------------------ |
| ألكسندرس تساونا 62' (ركلة.) | تقرير | يوسي بنايون 19' · تال بن حاييم 43' (ركلة.) |

| اليونان                                                | 3–1   | مالطا            |
| ------------------------------------------------------ | ----- | ---------------- |
| إيوانيس فيتفاتزيديس 8'، 64' · كيرياكوس بابادوبولوس 26' | تقرير | مايكل ميفسود 54' |

| إسرائيل | 0–1   | اليونان           |
| ------- | ----- | ----------------- |
|         | تقرير | سوتيريس نينيس 60' |

| جورجيا | 0–1   | لاتفيا              |
| ------ | ----- | ------------------- |
|        | تقرير | ألكسندرس تساونا 63' |

| مالطا            | 1–3   | كرواتيا                                                    |
| ---------------- | ----- | ---------------------------------------------------------- |
| مايكل ميفسود 38' | تقرير | أوغنين فوكوييفيتش 11' · ميلان باديلي 32' · ديان لوفرين 68' |

| كرواتيا                                      | 3–1   | إسرائيل       |
| -------------------------------------------- | ----- | ------------- |
| لوكا مودريتش 47' · إدواردو دا سيلفا 55'، 57' | تقرير | تومر حيمد 44' |

| مالطا            | 1–1   | جورجيا           |
| ---------------- | ----- | ---------------- |
| مايكل ميفسود 25' | تقرير | جابا كانكافا 15' |

| لاتفيا              | 1–1   | اليونان                  |
| ------------------- | ----- | ------------------------ |
| ألكسندرس تساونا 19' | تقرير | كيرياكوس بابادوبولوس 84' |

| لاتفيا                                       | 2–0   | مالطا |
| -------------------------------------------- | ----- | ----- |
| أليكسييس فيشناكوفس 33' · أرتيموس رودنيفس 83' | تقرير |       |

| اليونان                                 | 2–0   | كرواتيا |
| --------------------------------------- | ----- | ------- |
| جورجوس ساماراس 71' · ثيوفانيس غيكاس 79' | تقرير |         |

| جورجيا               | 1–2   | اليونان                                      |
| -------------------- | ----- | -------------------------------------------- |
| دافيد تارجامادزي 19' | تقرير | غيورغيوس فوتاكيس 79' · أنجيلوس خاريستياس 85' |

| مالطا | 0–2   | إسرائيل                               |
| ----- | ----- | ------------------------------------- |
|       | تقرير | ليور ريفايلوف 11' · رامي غيرشون 90+3' |

| كرواتيا                                     | 2–0   | لاتفيا |
| ------------------------------------------- | ----- | ------ |
| إدواردو دا سيلفا 66' · ماريو ماندجوكيتش 72' | تقرير |        |